# Kurt Brass
Kurt Brass (4. října 1880 Zábřeh – 14. dubna 1964 Lindau) byl československý vysokoškolský pedagog, chemik a politik německé národnosti, meziválečný senátor Národního shromáždění ČSR za Sudetoněmeckou stranu (SdP).

## Biografie
Byl synem obchodníka a továrníka. Jeho otcem byl Otto Brass. Kurt studoval na vyšší chemické škole v alsaském Mülhausenu a na univerzitě v Basileji, kde promoval roku 1903. Pracoval v podniku svého otce, který vlastnil barvírnu a cukrovar. V letech 1908–1909 pokračoval ve studiích na vysoké škole technické v Mnichově. V období let 1909–1913 na ní působil jako asistent v chemicko-technologické laboratoři. V roce 1914 se v Mnichově habilitoval.
Za první světové války bojoval v armádě. Od roku 1919 byl privátním docentem na vysoké škole technické v Mnichově a od roku 1922 mimořádným profesorem na vysoké škole technické v Stuttgartu. Krátce působil v Štýrském Hradci a Brně a od roku 1928 převzal vedení ústavu organické chemie při německé vysoké škole technické v Praze. V letech 1938–1939 byl rektorem této vysoké školy. Povoláním byl k roku 1935 řádným profesorem německé vysoké školy technické v Praze.
Byl i veřejně a politicky aktivní. V letech 1918–1933 byl členem Německé nacionální strany. Po jejím zákazu přešel v roce 1934 do SdP. Po parlamentních volbách v roce 1935 získal senátorské křeslo v Národním shromáždění. Mandát ale nabyl až dodatečně v roce 1936 jako náhradník poté, co rezignoval senátor Justin Greger. V senátu setrval do jeho zrušení v roce 1939, přičemž na rozdíl od většiny svých spolustraníků neztratil mandát v důsledku změn hranic Československa po Mnichovské dohodě a zůstal politikem zbytkového Československa. V listopadu 1938 přešel do klubu německých národně socialistických senátorů v Československé republice.
Od roku 1938 byl členem NSDAP a od roku 1939 vedoucím úřadu pro techniku při krajském vedení NSDAP v Praze. Od roku 1939 byl SS, od roku 1942 v hodnosti Sturmbannführera. Po roce 1945 působil jako profesor v Lindau v Bavorsku.